# Saint Patrick sogn (Saint Vincent og Grenadinerne)
Saint Patrick sogn er et af seks sogne på Saint Vincent og Grenadinerne.
13°13′59″N 61°16′01″V / 13.23306°N 61.26694°V